# Base de loisirs de la Ramée
Pour les articles homonymes, voir Ramée.
La Zone de loisirs de la Ramée, L'Arramèth en gascon, est une zone de loisirs de 248 hectares située en France dans le département de la Haute-Garonne en région Occitanie, sur la commune de Tournefeuille, dans la banlieue sud-ouest de Toulouse entre l’Ousseau (affluent du Touch) et le canal de Saint-Martory. 
Base de plein air et de loisirs constituée d'un lac artificiel  de 1 350 m de long et 100 m de large, alimenté par le Canal de Saint-Martory, de forêt et d'espace de jeux, elle est bordée dans sa partie nord-est par un golf, le golf de la Ramée.
La Ramée, située le long du chemin de Larramet, est la francisation du lieu-dit L'Arramèth en occitan gascon de rive gauche de Garonne, correspondant à Le Ramèl  en occitan languedocien de Toulouse. Soit rameau, voire bosquet, s'agissant d'une zone boisée. Bas latin ramellu* diminutif de ramu*.

## Activités
Autour de ce lac de nombreuses activités sportives et de loisirs sont possibles :  vélo, roller, kayak, planche à voile, modélisme naval, pêche, parcours santé, pétanque, tir à l'arc, natation... 

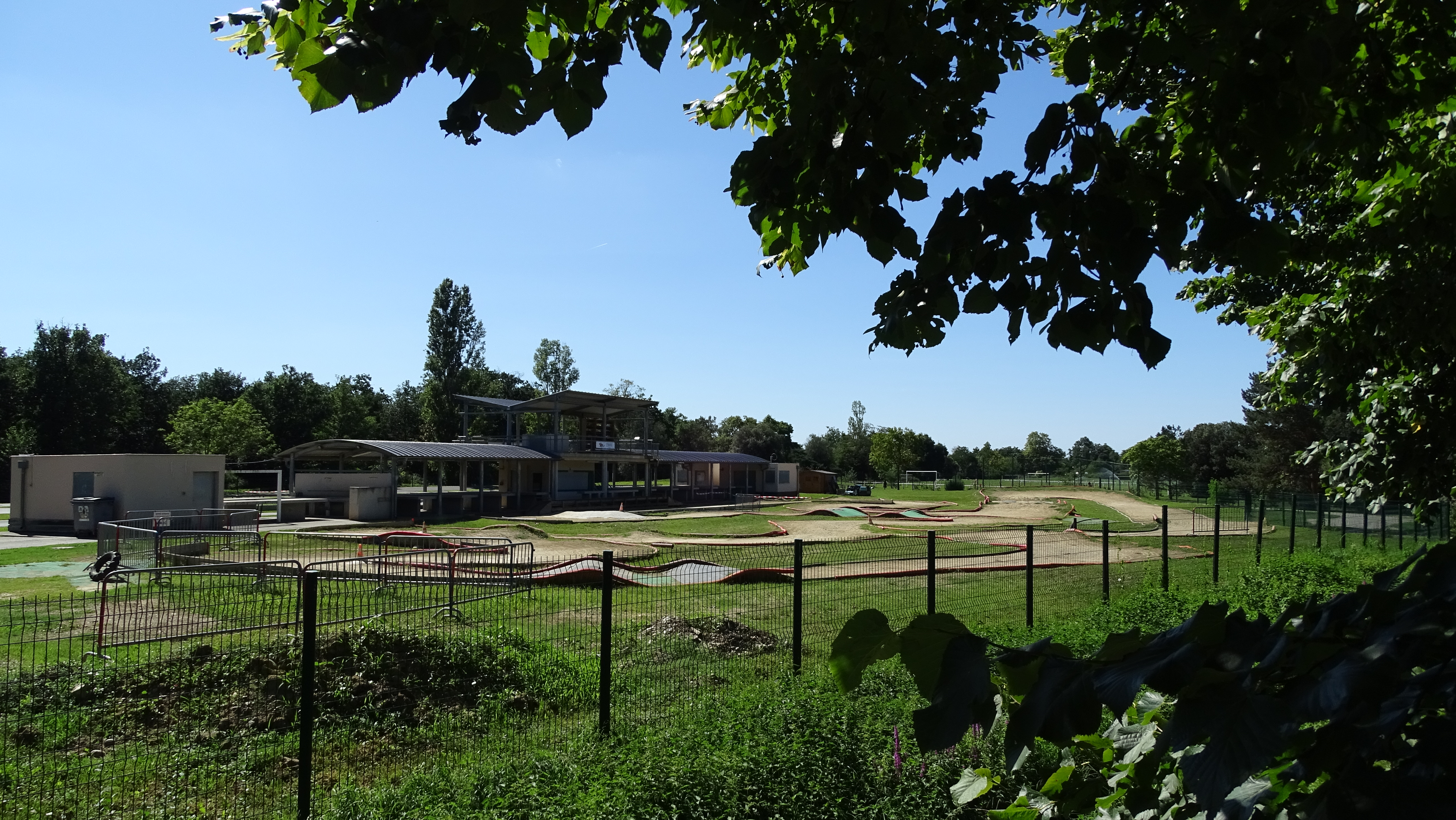
Circuit de modélisme automobile radiocommandé de la Ramée côté tout terrain

D'autres activités peuvent se pratiquer grâce à des équipements sportifs tels que le gymnase, des terrains de football, basket-ball, la salle de musculation, le boulodrome, des courts de tennis en plein air et couverts, la piscine couverte, le modélisme automobile et motonautisme radiocommandé (coupe de France pour voitures radio-commandées tout-terrain en 2017), roller derby, ping-pong...
Baignade autorisée en juillet et août ; toute baignade en dehors de l’espace surveillé étant interdite.
Un marché asiatique se tient sur le parking sud-ouest les samedi et dimanche matin.

## Histoire
La base de loisirs est en lieu d'une ancienne forêt, dite de Laramet, (oc) L'Arramèth en gascon local (Le Ramèl en languedocien), présente sur les cartes d’état-major de 1820-1866, et les plans cadastraux napoléoniens de Tournefeuille " Forêt impériale de Laramet". C'étaient surtout d'anciennes gravières exploitées à partir de 1975 pour la construction de la rocade sud ouest de Toulouse, puis en 1977 pour l'autoroute A61 Toulouse Villefranche.
Le stand de tir sportif a été fermé le 18 octobre 2003 puis démoli, des travaux de réfection de la charpente et de mise en conformité supérieurs à 1,2 M€ ayant été jugés trop élevés par la municipalité.